# Briznik

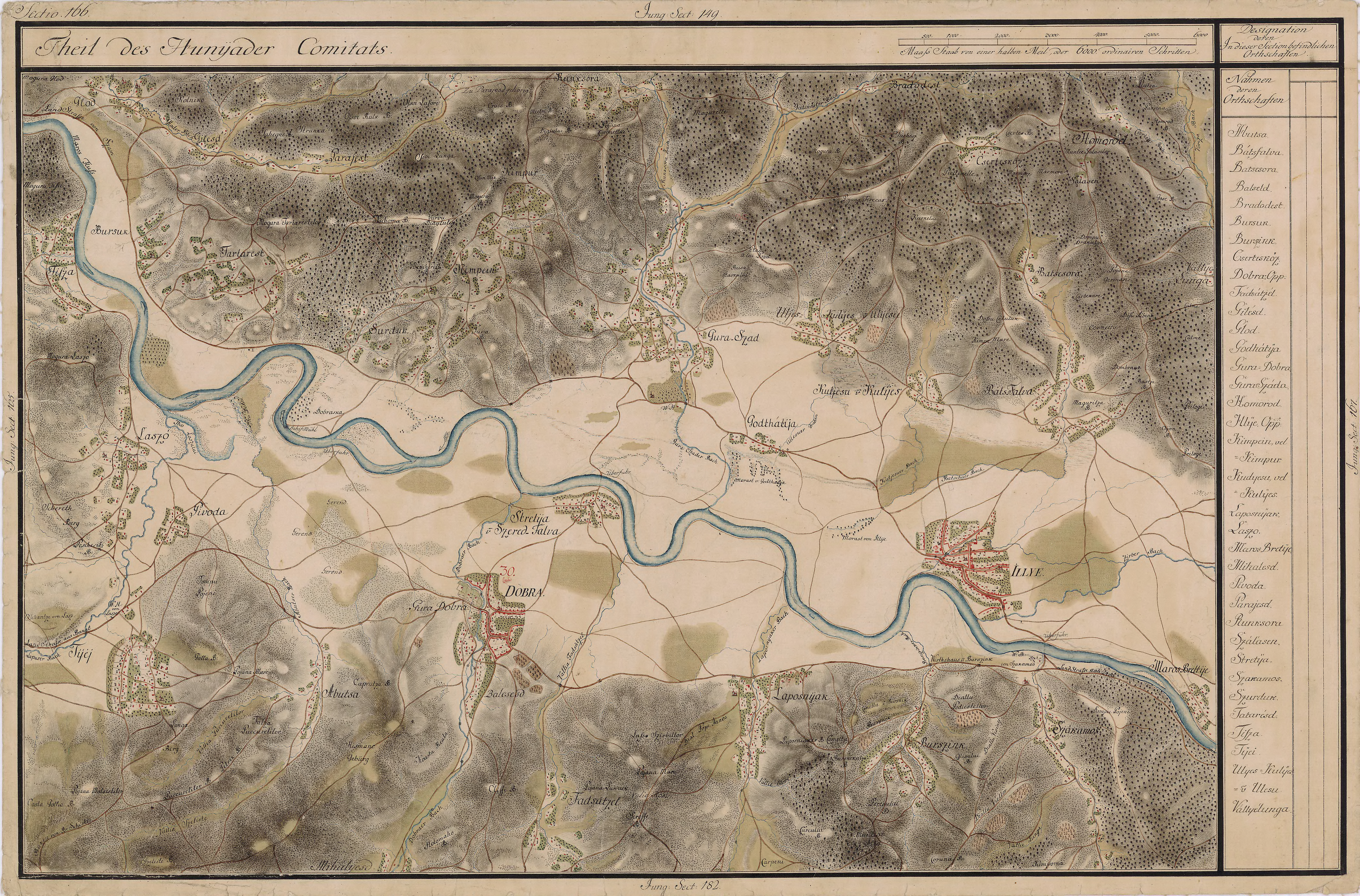
Briznik egy 1700-as évekből való térképen

Briznik (románul: Brâznic) falu Romániában, Erdélyben, Hunyad megyében.

## Fekvése
Jófőtől keletre, a Maros bal parti úton fekvő település.

## Története
Briznik, Breznek nevét 1491-ben említette először oklevél p. Also Breznek néven, mint Déva vár tartozékát, Jófő város birtokát. Későbbi névváltozatai: 1601-ben Alsó Broznik, 1733-ban Bersnik, 1750-ben Birsznik, 1760–1762 között Briznik, 1808-ban Burzink, Bursendorf, Burznyik, 1861-ben Burznyik, 1888-ban Briznik (Bruznik), 1913-ban Briznik.
A trianoni békeszerződés előtt Hunyad vármegye Marosillyei járásához tartozott.
1910-ben 702 lakosából 693 román volt, melyből 699 görögkeleti ortodox volt.
1974-ben Marosillye község faluja.

## Nevezetességek
- Jászvárosi Szent Paraszkivának szentelt ortodox fatemploma a 17. század második felében épült. A romániai műemlékek jegyzékében a HD-II-m-A-03271 sorszámon szerepel.[1]

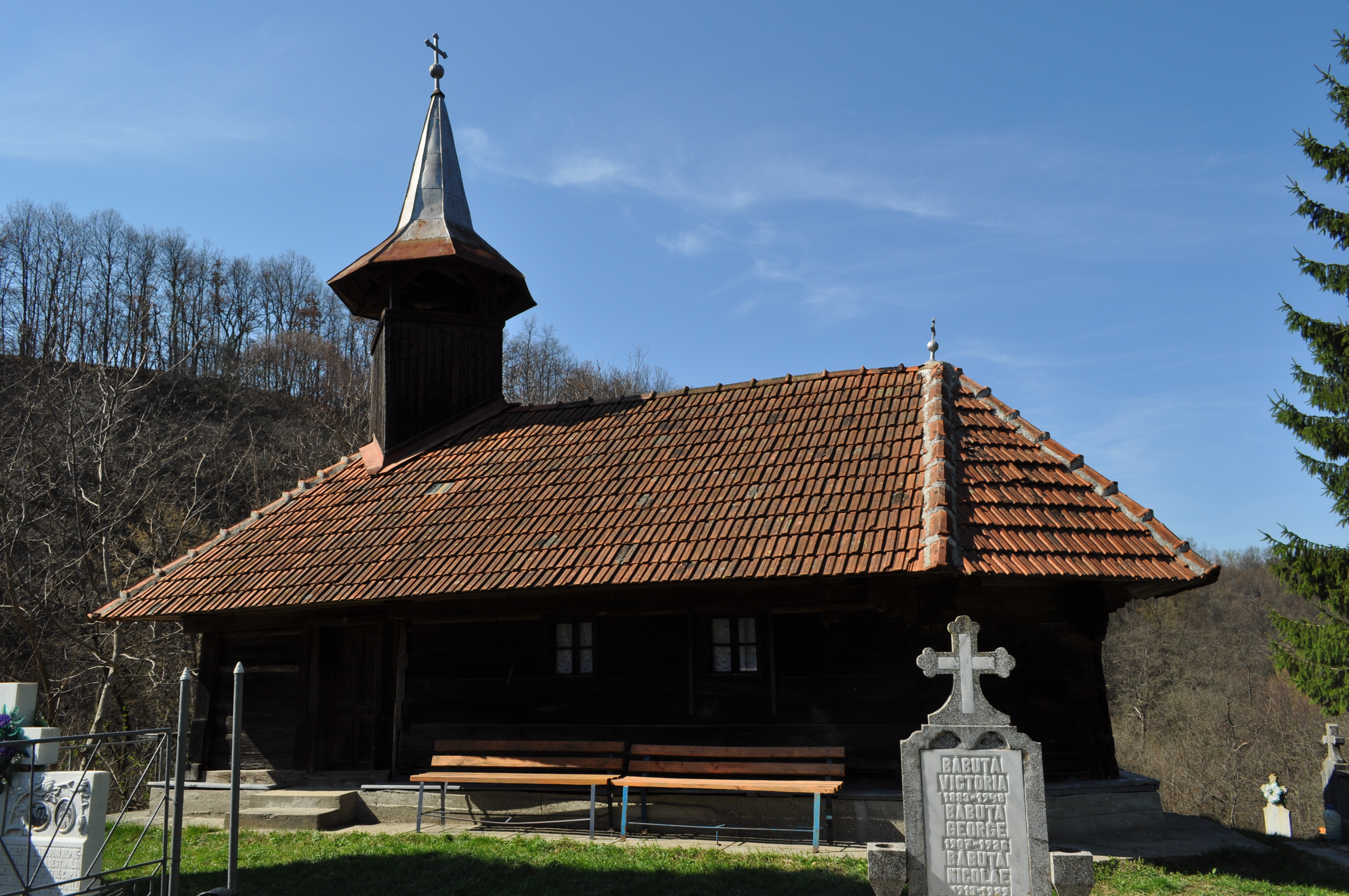
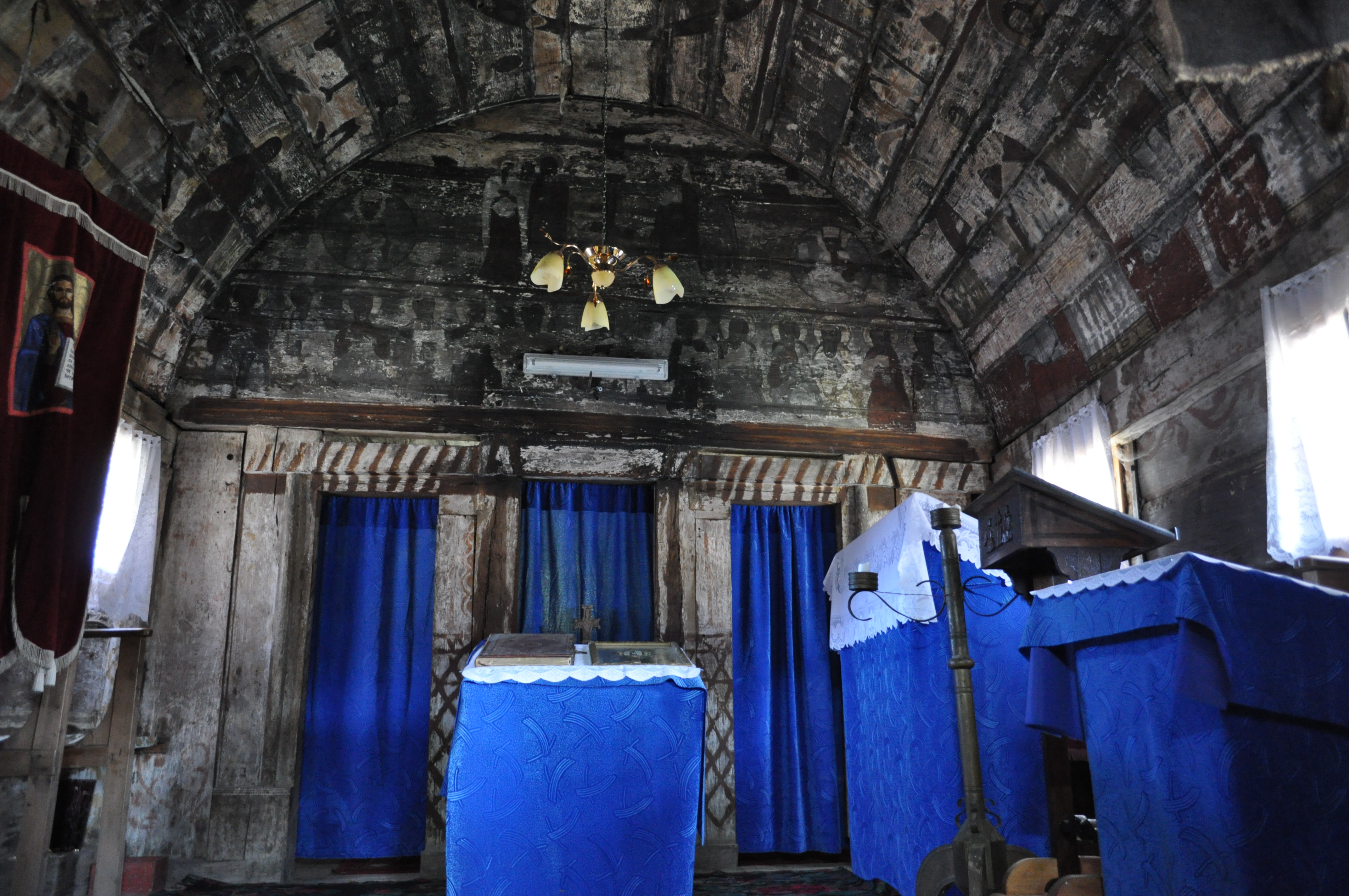
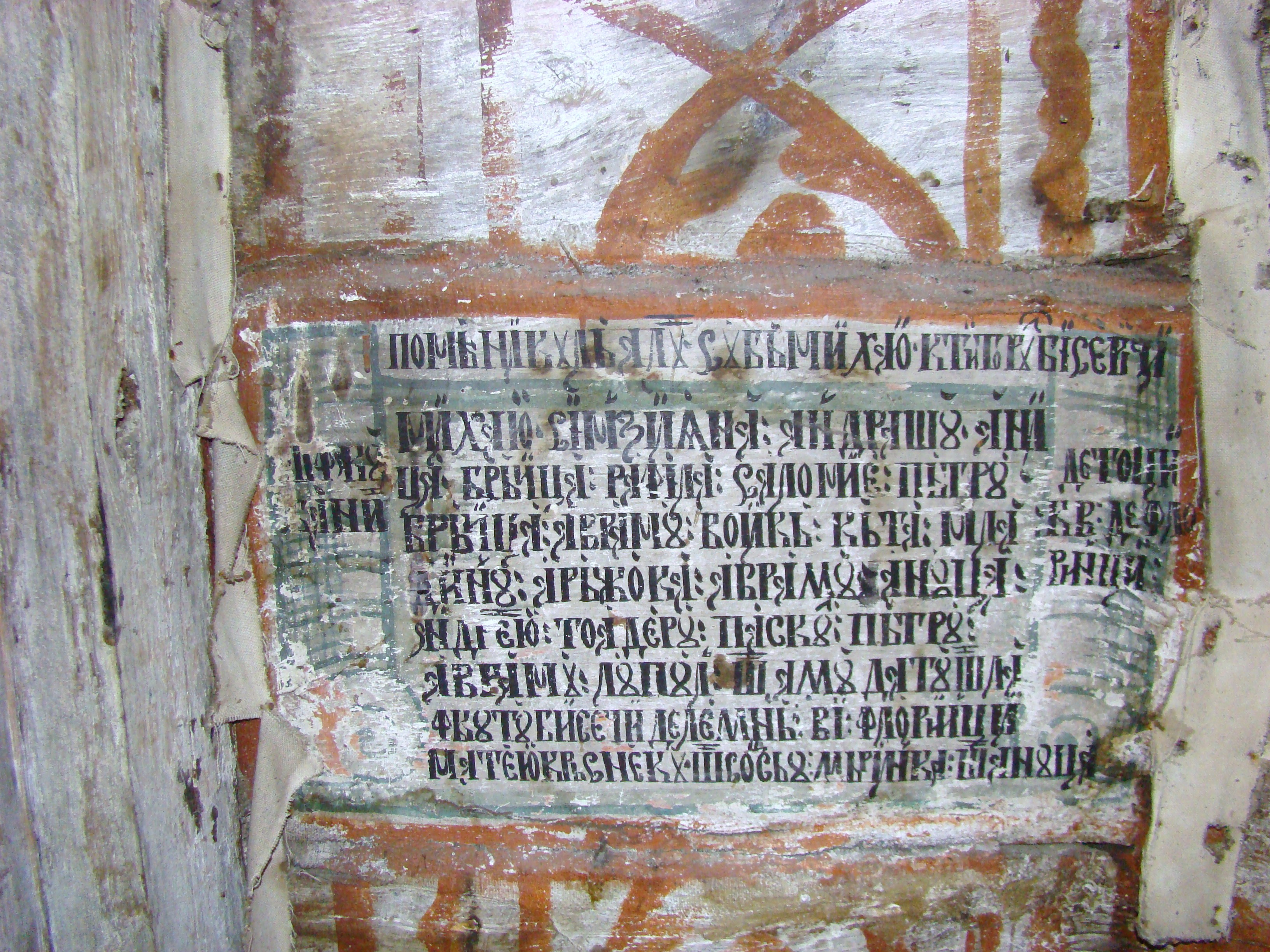
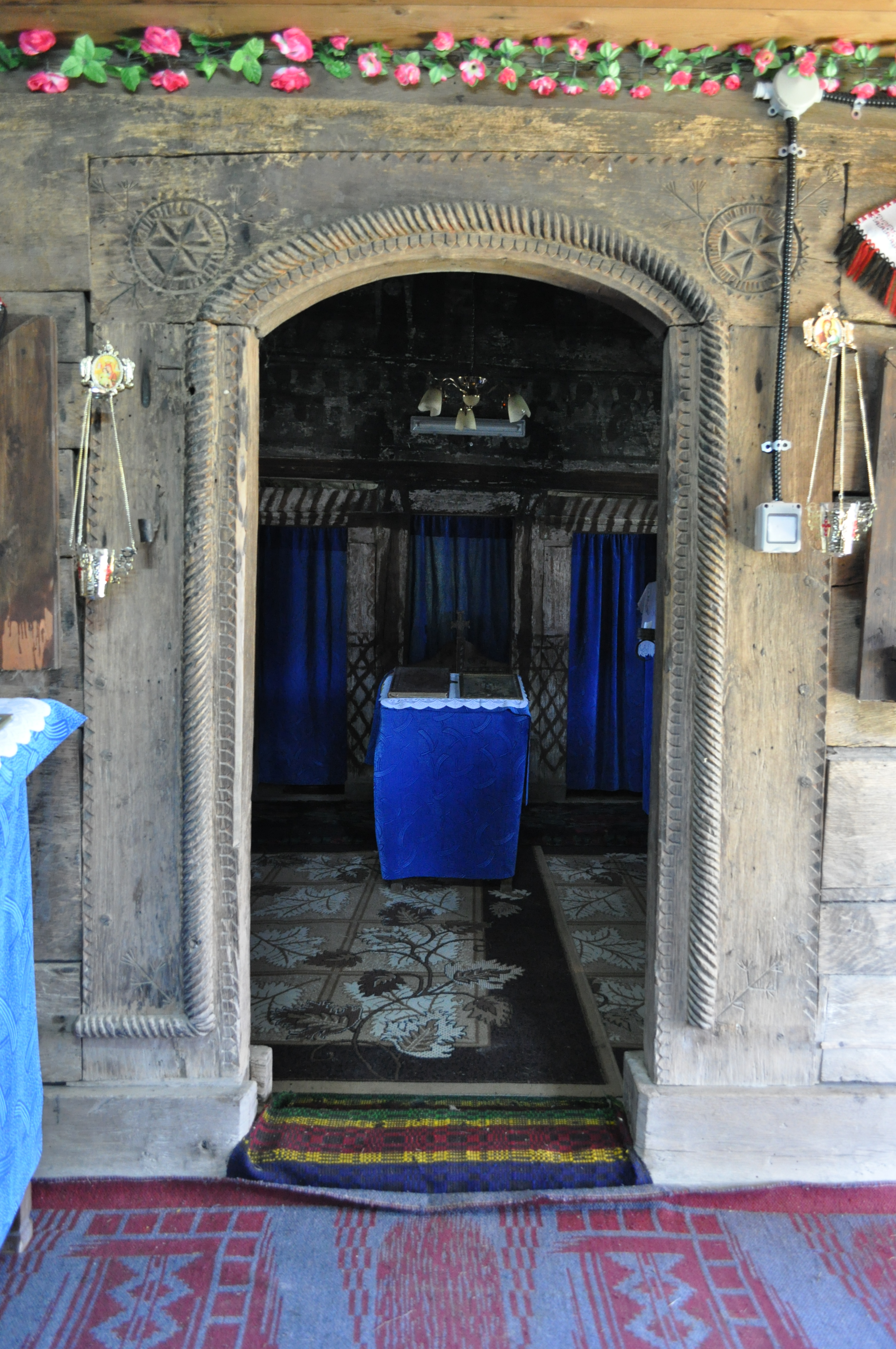
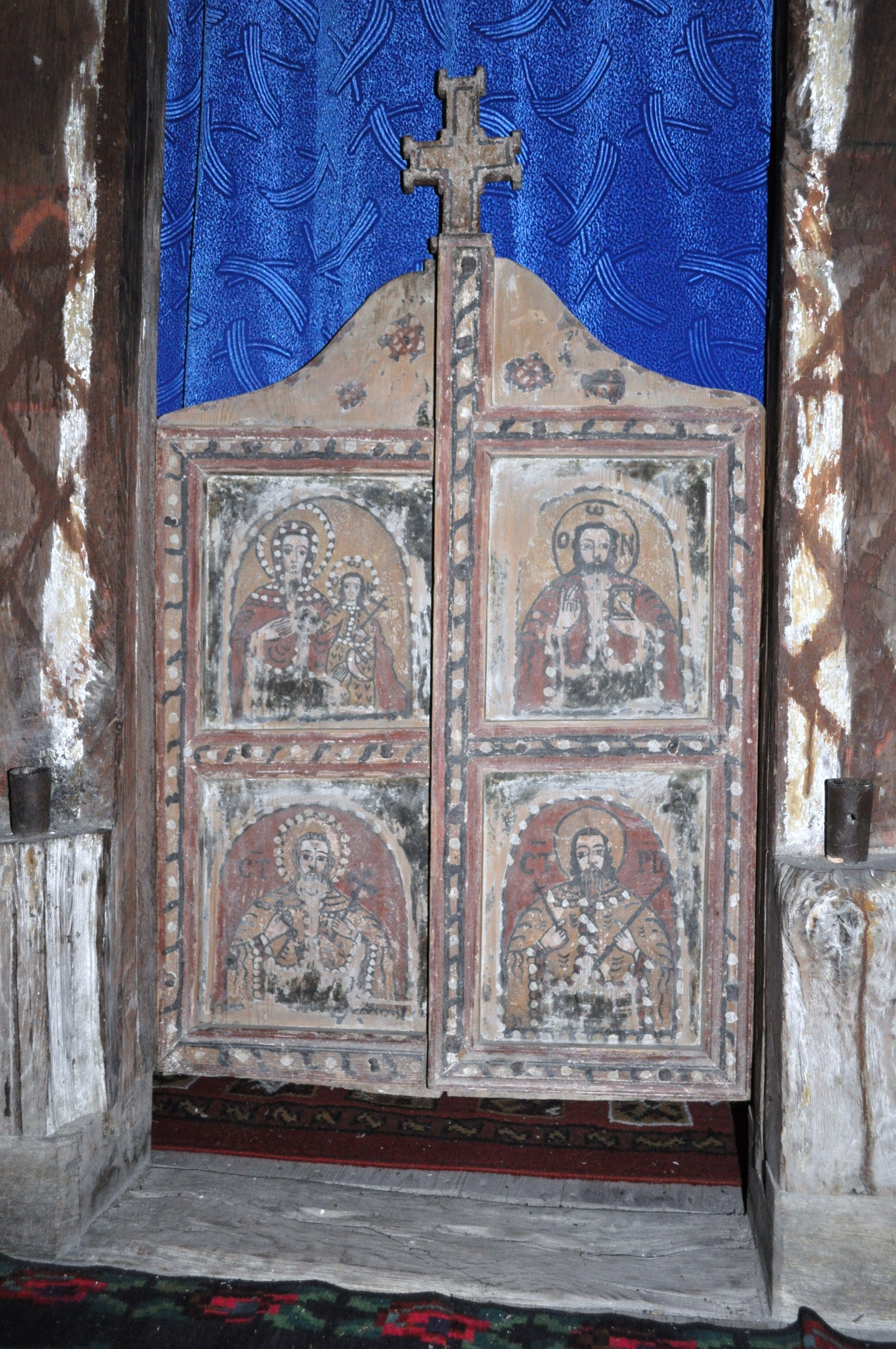